# Antoniucci Volti
Antoniucci Volti (nacido el 1 de enero de 1915 en Albano Vercellese, Italia y fallecido en París el 14 de diciembre de 1989) fue un artista francés de origen italiano.
Volti desarrolló su labor artística como escultor, dibujante y grabador. Sus esculturas se inscriben en la línea de las de Rodin, Bourdelle y sobre todo, Maillol (muchas de ellas son relecturas de las de Maillol, Las Tres Gracias en particular). Toda su obra glorifica a la mujer y su cuerpo:

« Ce qui m’enchante dans un corps de femme, ce sont les rythmes et les volumes. » 
  Lo que me encanta de los cuerpos de la mujer, son los ritmos y los volúmenes.

Se formó entre Niza y París. Sus obras fueron primordialmente figurativas, siguiendo un estilo naturalista. Trabajó sobre todo el desnudo femenino. Recibió diversos encargos oficiales, de su producción solamente se conserva la posterior a la Segunda Guerra Mundial, ya que su taller fue destruido durante un bombardeo.

## Algunas obras
- Harmonie, escultura monumental Sculpture monumentale , carrefour des arts et métiers de París
- La Méditerranée -Mediterránea
- Jeune femme allongée sur l'herbe - Mujer joven tumbada en la hierba
- Tête de femme bronze sur socle Cabeza de mujer en bronce sobre zócalo